# Hôpital de campagne
Pour les articles homonymes, voir PMA.
 (mars 2020).
Si vous disposez d'ouvrages ou d'articles de référence ou si vous connaissez des sites web de qualité traitant du thème abordé ici, merci de compléter l'article en donnant les références utiles à sa vérifiabilité et en les liant à la section « Notes et références ».

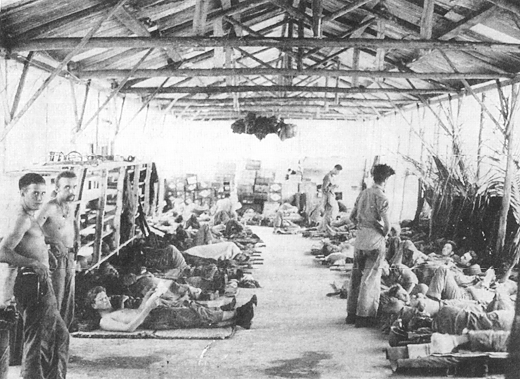
Hôpital de campagne des forces des États-Unis durant la bataille de Guadalcanal en 1942 ; les patients souffrent de la malaria.

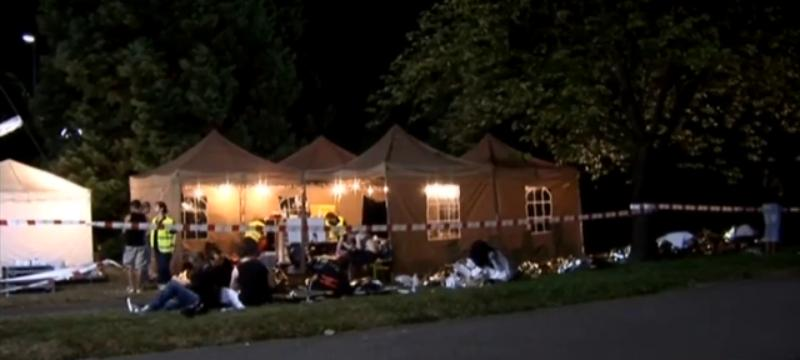
Poste médical avancé lors de la Lake Sensation 2009 à Genève

Un hôpital de campagne est un établissement de soins provisoire, mis en place en cas de catastrophe, à proximité d'une zone de combat ou encore lors d'importantes manifestations populaires. On parle aussi de poste médical avancé ou PMA.
C'est un concept né de la médecine de guerre, et de la constatation que si une personne a des blessures graves, elle va décéder dans les premières heures (c'est la notion d'heure d'or) ou à cause du transport. Donc, dès lors que l'on a de nombreux blessés dans une zone éloignée des structures de soin en dur, l'idéal consiste à créer une structure de soins provisoire la plus proche possible des blessés.
L'hôpital de campagne est avant tout une équipe médicale (médecins de catastrophe, infirmiers expérimentés) et du matériel médical conditionné afin d'être facilement transportable. Cette structure peut se déployer dans un lieu préexistant, par exemple une salle municipale, une salle des sports ou un bar. C'est le cas le plus fréquent dans le domaine civil. Le PMA comporte également une structure en toile éclairée et chauffée permettant une installation en pleine nature ou sur une autoroute. Dans le cas des structures envoyées à l'étranger, comme celles gérées par les unités d'instruction et d'intervention de la sécurité civile françaises, la structure est un ensemble de containers normalisés qui, assemblés, forment l'hôpital.

## Historique

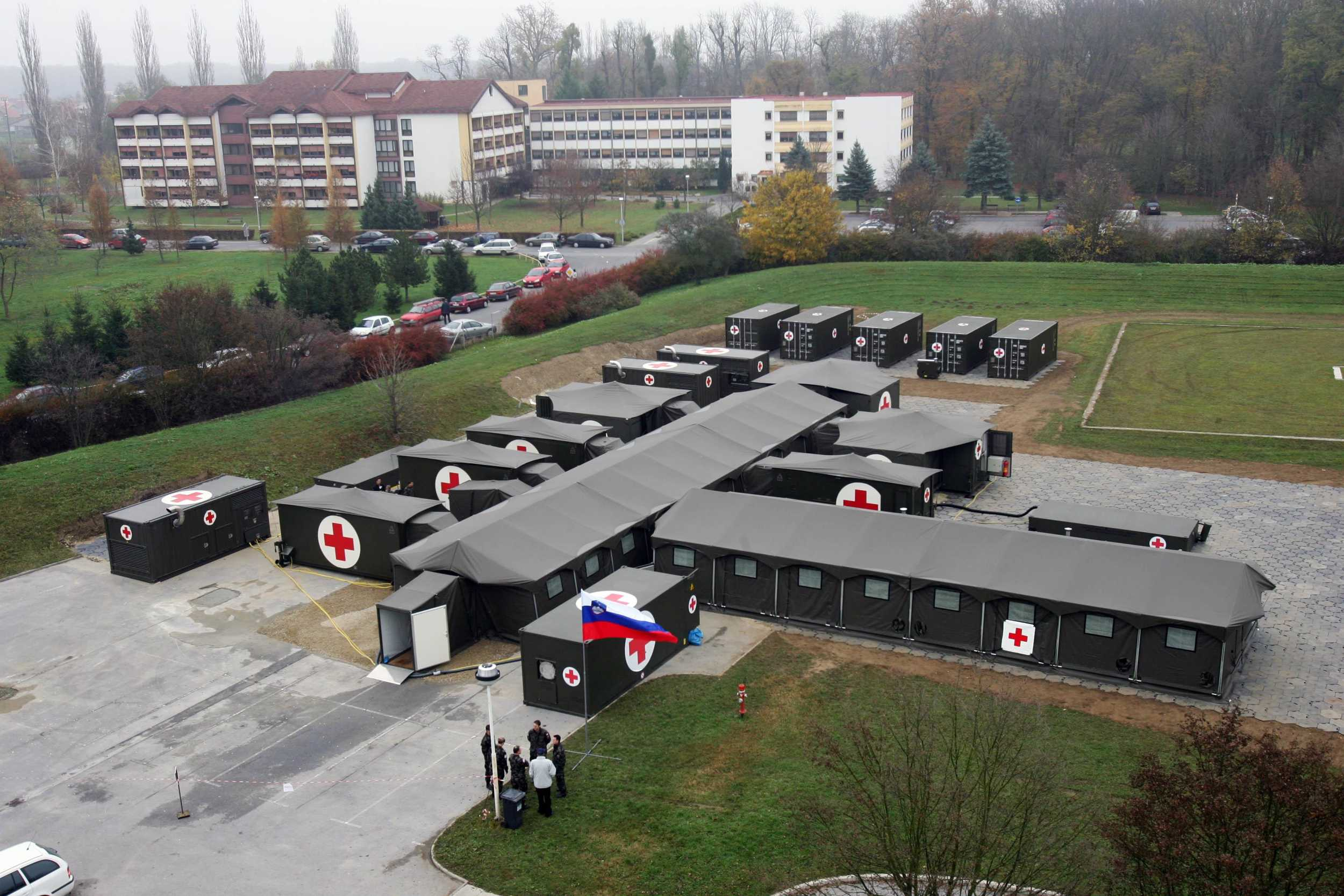
L’hôpital de campagne Rôle 2 des forces armées slovènes en 2009.

L'histoire des hôpitaux de campagne suit celle de la médecine de guerre.
Avec la création d'une armée permanente dans le dernier quart du XVe siècle en France, apparaît l'idée de créer un service pharmaceutique; mais il s'agit d'apothicaires de la personne et de la cour royales plutôt que d'apothicaires de l'armée et de la nation. En 1476, préparant la conquête de Toro, Isabelle la Catholique organise un hôpital de campagne dans six vastes tentes. Le nom de l'apothicaire ainsi que celui de son aide – Jaime Pascual et Esteban de Buenora – sont connus. C'est la première mention historique de pharmaciens militaires. Les sentiments humanitaires de la reine Isabelle, lui vaudront par la suite le titre de mater castrorum. La même organisation trouvera place dans les campagnes pour la reconquête de Malaga en 1487 et la Prise de Grenade en 1492, et dans les campagnes de Charles-Quint puis de Philippe II, en Italie et aux Pays-Bas, en 1532 contre les Barbaresques, en 1582 aux Açores et même dans la marine au temps de l'Invincible Armada. L'événement le plus notable du XVIe siècle est la création à Malines, en 1567, par Marguerite de Parme, d'un hôpital militaire à l'usage des Espagnols, formation de courte durée, mais qui préfigure l'installation en 1585, toujours à Malines, par Alexandre Farnèse, fils de Marguerite, d'un véritable « Hôpital royal de l'armée », dont le règlement, arrivé jusqu'à nous, est le plus ancien règlement d'hôpital militaire que l'on connaisse.
À la fin du XVIIIe siècle, au début des campagnes napoléoniennes, le chirurgien Dominique-Jean Larrey met en place des ambulances chirurgicales mobiles pour porter les soins aux blessés au plus tôt, sur le champ de bataille.
Pendant la guerre de Sécession (1861–1865), les services de santé et de médecine militaire des deux camps sont vite dépassés par l’ampleur de leur tache. Jonathan Letterman, directeur médical de l'armée du Potomac, organise les secours à deux niveaux :
- des postes de secours (first aid post) à l'échelle du régiment, et
- des hôpitaux de campagne (field hospital) à l'échelle de la division et du corps d'armée ;

le tout desservi par un corps d'ambulances.
Durant la Première Guerre mondiale (1914–1918), du côté français, la gestion des blessés se fait sur plusieurs niveaux : le traitement sur le terrain par les brancardiers, à l'infirmerie sur le front, à l'hôpital d'orientation et d'évacuation (opérations des blessés) puis l'envoi aux hôpitaux de l'arrière.
Durant la Seconde Guerre mondiale (1939–1945), l'armée américaine prend conscience que le point critique est l'évacuation des blessés vers les structures de soins ; en 1942, elle organise son système de santé en trois échelons :
- des unités chirurgicales mobiles, les portable surgical hospitals (PSH) de vingt-neuf personnes (dont cinq chirurgiens et un anesthésiste), d'une capacité de vingt-cinq lits ;
- des hôpitaux de campagne, les field hospitals ;
- les hôpitaux traditionnels en dur, les general hospital.

Cette organisation permet d'apporter des soins chirurgicaux juste derrière la ligne de front avec les PSH, alors que les hôpitaux de campagne sont à plusieurs kilomètres du front. Après la Seconde Guerre mondiale, des consultants chirurgicaux de l'armée américaine, dont Michael E. DeBakey, recommandent la création d'unités de soin plus proches du front. C'est ainsi que naissent les mobile army surgical hospital (en) (MASH), qui seront remplacés en 2006 par les combat support hospital (CSH). Les MASH sont mis en œuvre durant la guerre de Corée (1950-1953) et permettent d'avoir un taux de survie de 97 % pour les soldats arrivés vivants.

### Pendant la Première Guerre mondiale

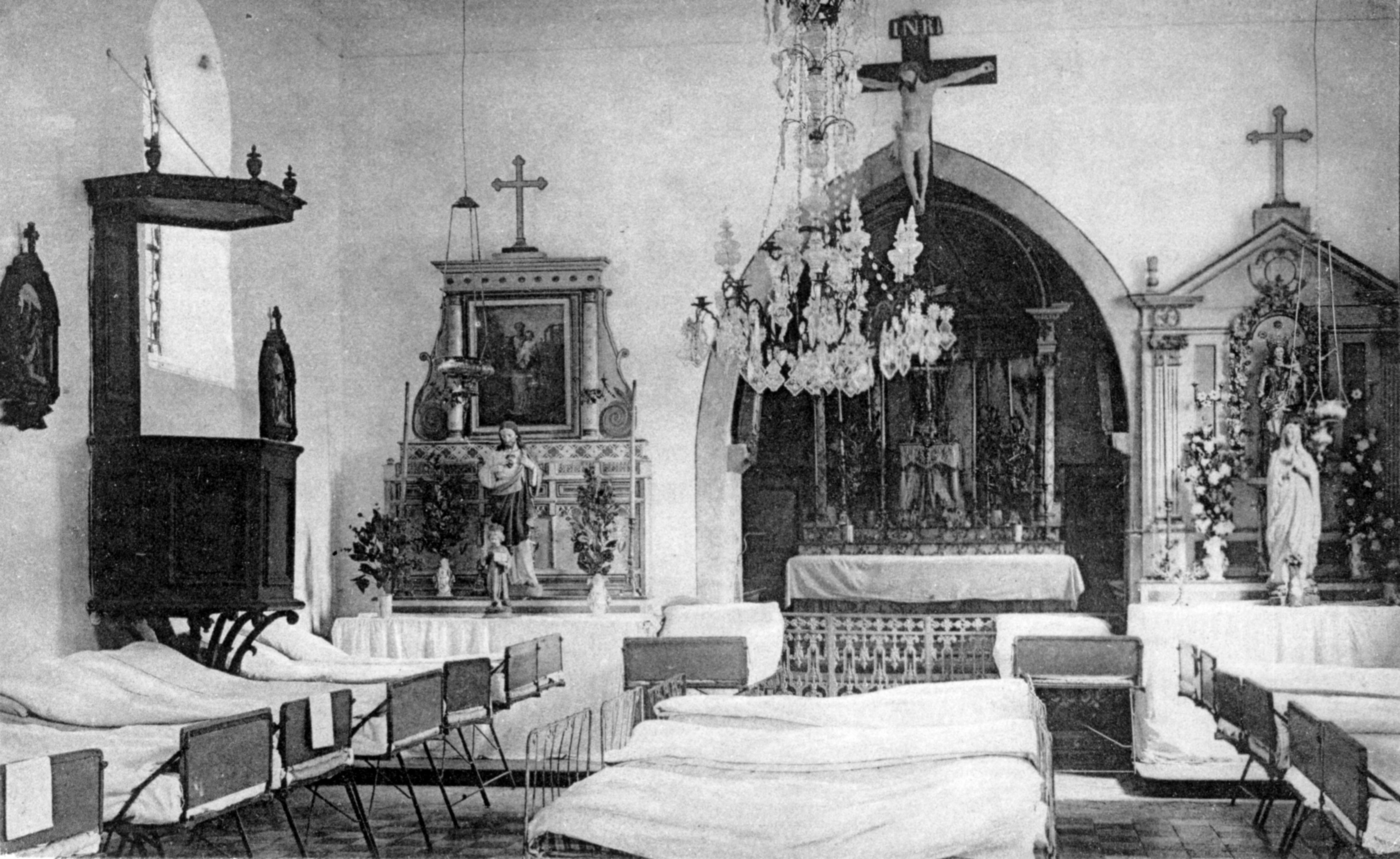
Hôpital de campagne allemand installé dans l'église de Peuvillers (Meuse) pendant la Première Guerre mondiale.

## Allemagne

### Actuellement

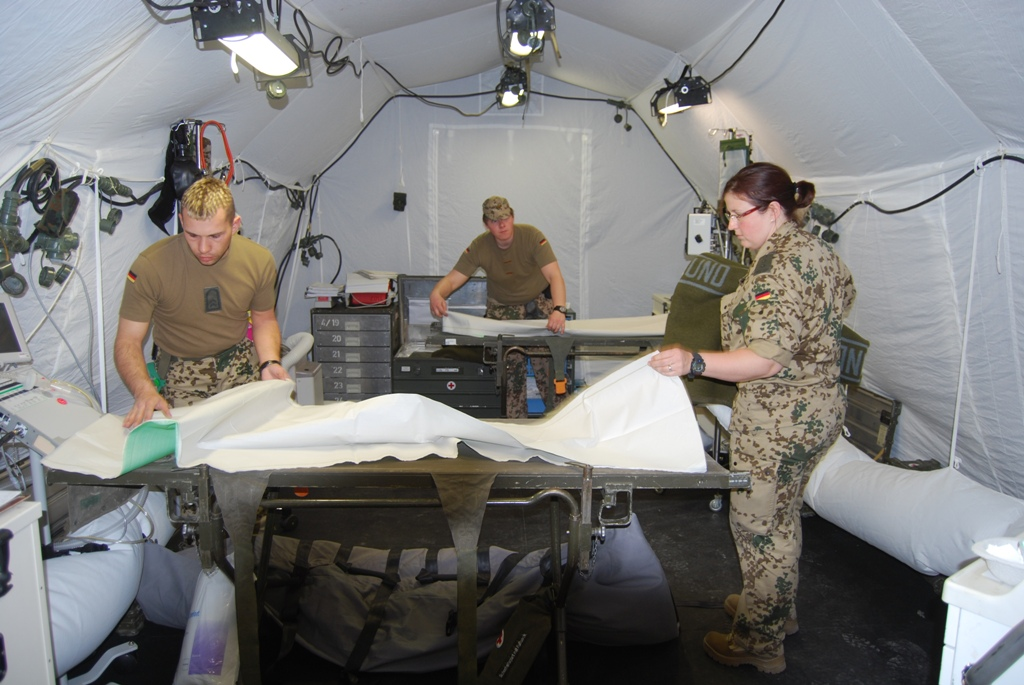
Une salle d'un hôpital de campagne allemand de la Force internationale d'assistance et de sécurité en Afghanistan en 2010.

Le 1er octobre 2000, dans le cadre d'une réforme de la Bundeswehr, le Service médical central de la Bundeswehr (Zentraler Sanitätsdienst der Bundeswehr - ZSanDstBw ) a été créé avec environ 3 400 soldats. Il provient des anciens services médicaux centraux des différentes armes (Armée de terre, marine, armée de l’air} et d'une centralisation à grande échelle du personnel médical et des ressources des forces armées.

## États-Unis

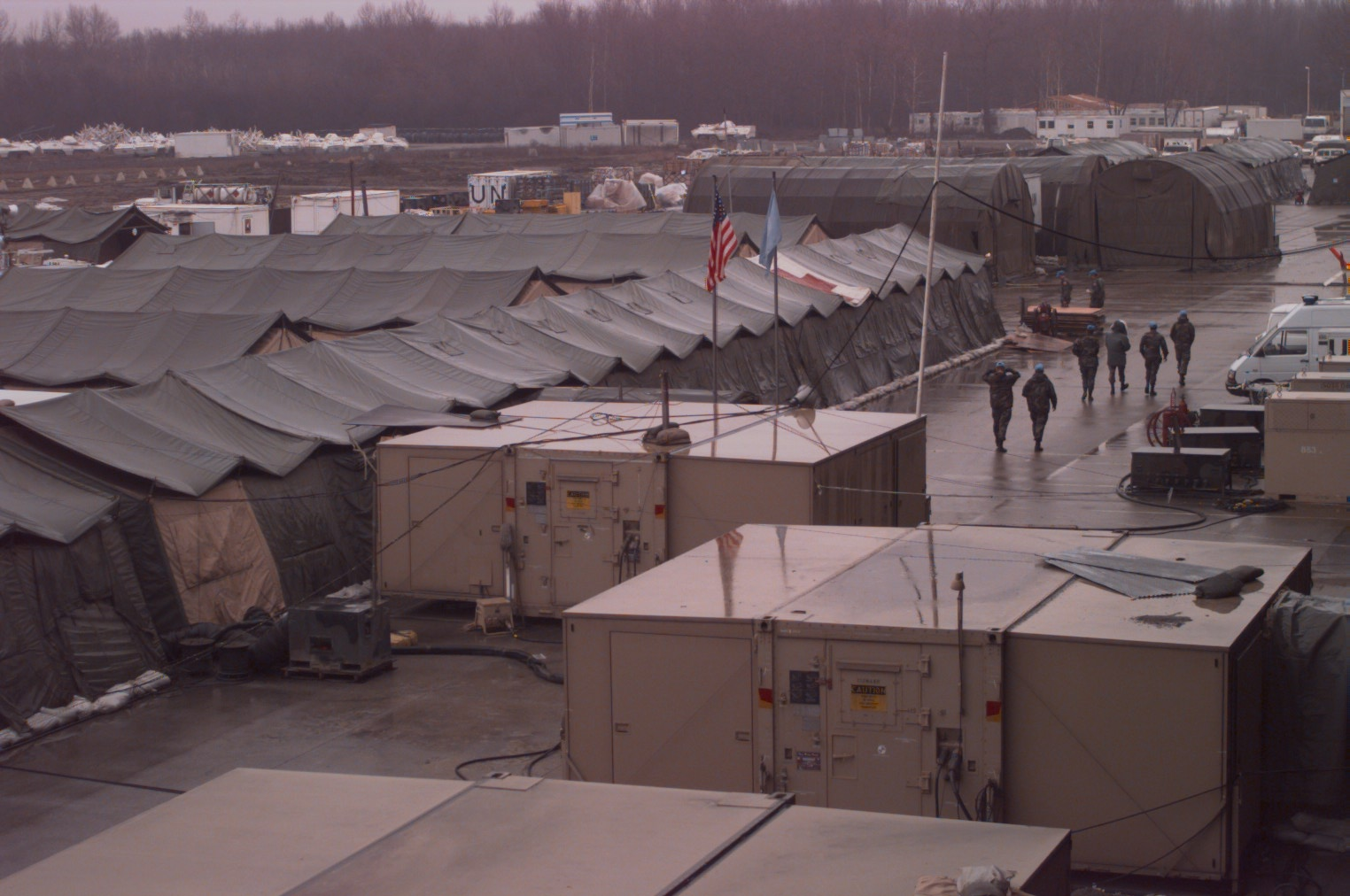
Hôpital américain de la Force de protection des Nations unies à Zagreb lors de sa fermeture en décembre 1995.

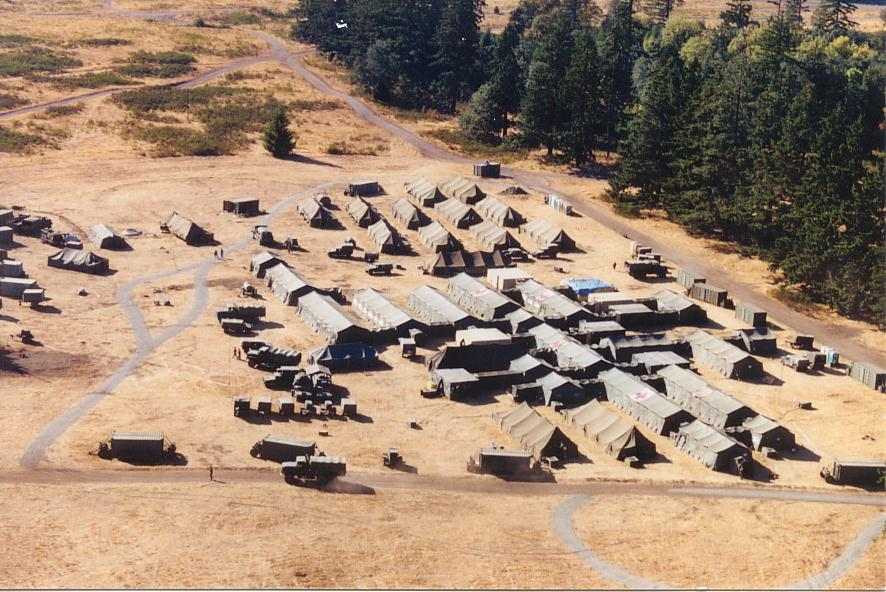
47th Combat Support Hospital en 2000 dans l'état de Washington.

La structure militaire américaine des années 1950 a été rendue célèbre par le film de Robert Altman, M*A*S*H, puis la série télévisée M*A*S*H qui suivit.
MASH est l'acronyme de mobile army surgical hospital, c'est-à-dire « clinique chirurgicale militaire mobile ». Les MASH ont été créés par Michael E. DeBakey après la Seconde Guerre mondiale pour rapprocher les hôpitaux de campagne du front. Ils ont été mis en œuvre pour la première fois durant la guerre de Corée, et ont prouvé leur efficacité (97 % de survie). La dernière unité fut engagée durant la guerre du Koweït en 1991 (il s'agissait du 159e MASH de la Garde nationale de Louisiane engagée en soutien de la 3e division blindée pendant l'opération Tempête du désert qui a traité plus de 300 patients alliés et irakiens).
Les MASH ont laissé la place aux « hôpitaux de soutien des combats » (combat support hospitals, CSH).
En mars 2020, un combat support hospital (en) compte 248 lits et 500 militaires. Il en existe 26 au sein de l'United States Army: 10 dans l'active dont 8 sur le territoire des États-Unis et deux hors du territoire et 16 dans l'United States Army Reserve. 6 seraient stockés dans des APS (Army Prepositioned Stocks). Les CHS d’active doivent être remodelés, de 2019 à 2022, en vertu d'une décision de 2018, pour devenir des structures modulaires plus légères, les Field Hospitals de 148 lits.

## France

### Première Guerre mondiale

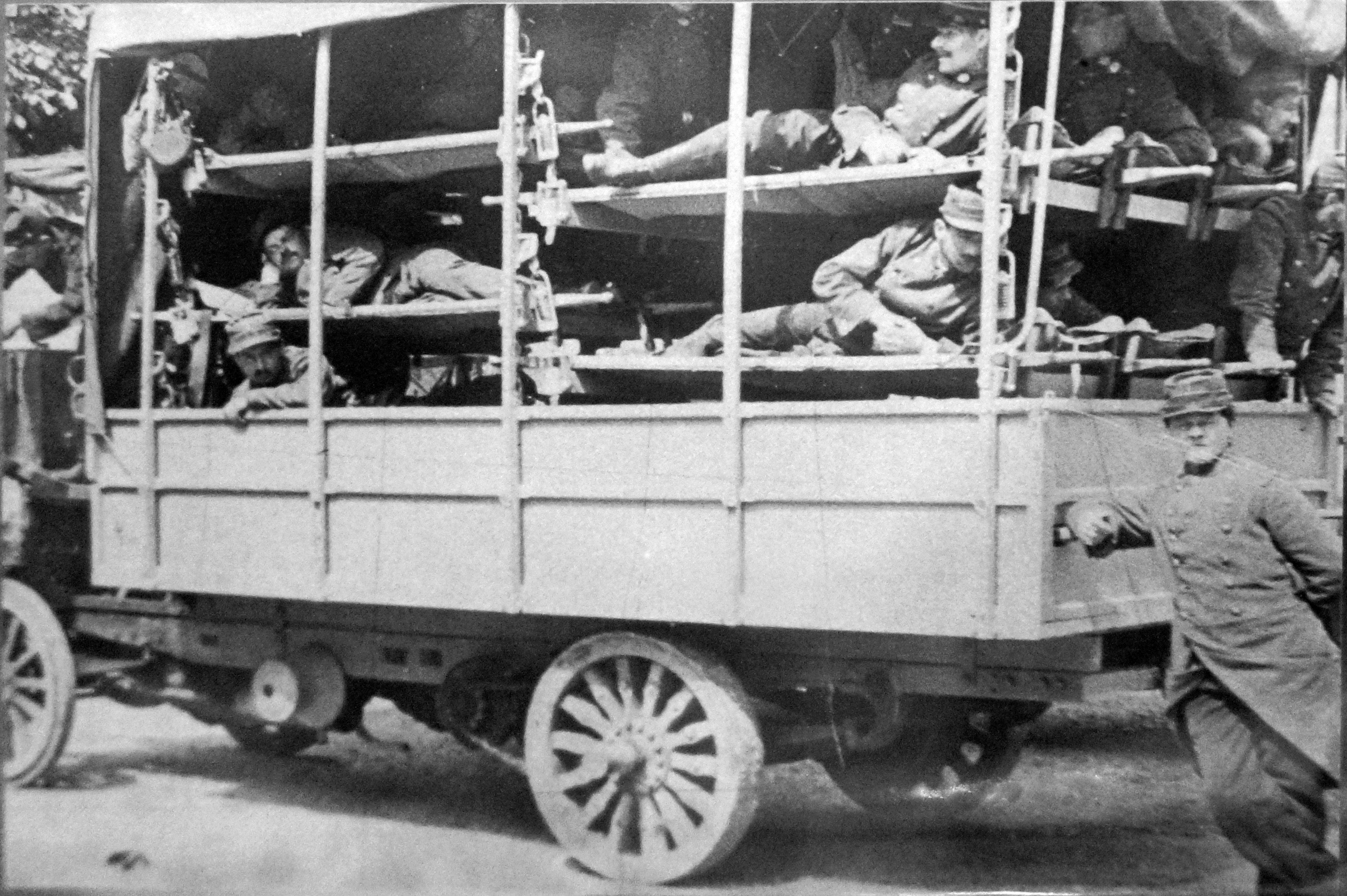
Camion de transport de l’armée française.

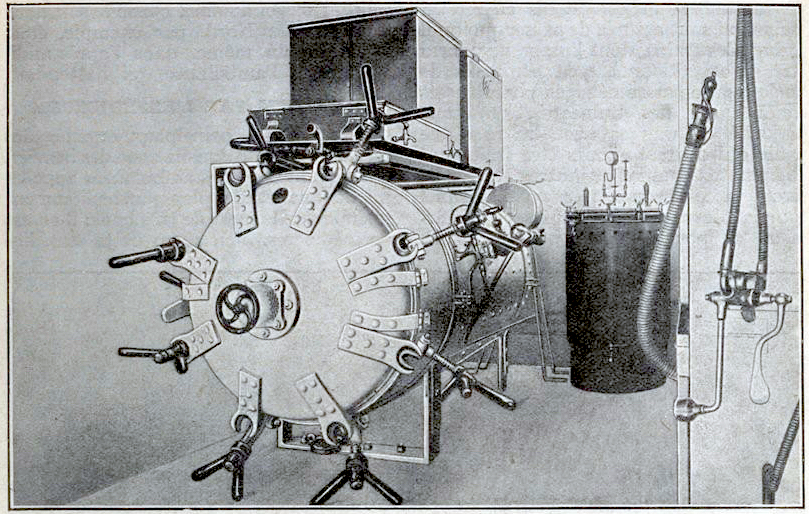
L'autoclave équipant les ambulances chirurgicales françaises en 1915.

En 1912, une première ambulance chirurgicale automobile est présentée aux autorités militaires françaises. À partir de 1915, ces « Autochir » se généralisent sur le front de l'Ouest.
Durant la Première Guerre mondiale, Marie Curie développe un service mobile de radiologie, les petites Curies, afin de permettre le diagnostic des blessés au plus près du front.

### De nos jours: l'hôpital de campagne militaire

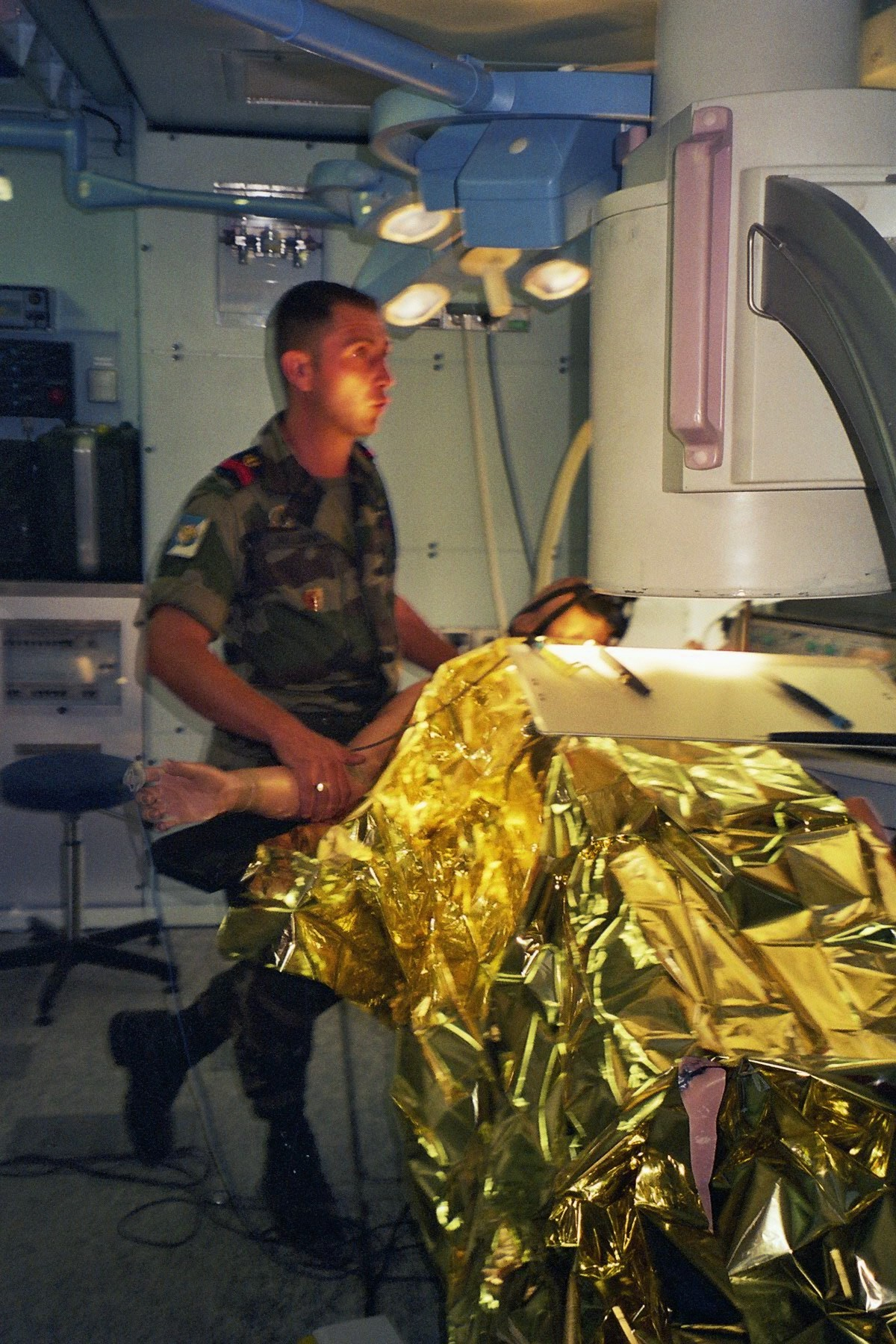
Présentation d'un hôpital de campagne militaire français en 2005

Le Service de santé des armées disposait au début du XXIe siècle de trois régiments médicaux dont un de réserve militaire du Commandement de la force logistique terrestre (CFLG) dissout en 2009 pouvant mettre en œuvre des hôpitaux de campagne. Le 4 juillet 2011, ils fusionnent pour devenir le Régiment médical (RMED) qui dépend du Commandement de la logistique créer en 2016. Le dernier Hôpital Militaire de Campagne, le 810e HMC du RMED, est dissous en 2015, son personnel constituant depuis la 5e compagnie Médico-Chirurgicale du Régiment Médical.
Entre autres missions, ce régiment déploie à la suite de la pandémie de maladie à coronavirus de 2020 en France un Élément militaire de réanimation comptant 30 lits de réanimation et une centaine de membres du personnel soignant nécessitant un convoi de 16 camions pour l’hôpital de Mulhouse à partir du 21 mars 2020.
Les unités d'instruction et d'intervention de la sécurité civile disposent d'hôpitaux de campagne pouvant être projetés à l'étranger ; ce dispositif porte le nom d'« éléments de sécurité civile rapide d'intervention médicale» (ESCRIM). Les ESCRIM sont spécialisées dans le sauvetage-déblaiement ainsi que dans la médecine d'urgence.

### Hôpital de campagne civil: poste sanitaire mobile et poste médical avancé
En France, lors d'un accident de grande ampleur ou d'une catastrophe, il est mis en place un poste médical avancé (PMA), en général dans le cadre d'un plan Orsec-Novi (anciennement plan rouge). Le PMA est une structure située dans une zone sécurisée ; il peut s'agir d'une structure « en dur » — bar ou restaurant, salle des fêtes, gymnase — ou bien d'une structure de tentes. Le matériel qui l'équipe est appelé poste sanitaire mobile (PSM)
Le PSM est un des piliers de l'aide médicale urgente. Il s'agit d'un lot de matériel conditionné et prépositionné qui sert à renforcer un établissement hospitalier à court de moyens (par exemple dans le cadre d'un plan blanc), ou bien à équiper un poste médical avancé (plan Novi). On distingue deux types de PSM :
- le poste sanitaire mobile de premier niveau (PSM1) : il permet de traiter 25 blessés graves sur tout terrain ; il comprend environ 400 kg de matériel et de médicaments répartis dans 10 conteneurs, et est complété par des équipements logistiques (remorque, structure gonflable, moyens d'éclairage, groupe électrogène) ; il y en a 42 répartis sur le territoire ;
- le poste sanitaire mobile de deuxième niveau (PSM2) : il est conçu pour assurer les soins de réanimation de 500 patients ; il se compose de 8 tonnes de matériel et de médicaments (200 références) répartis dans 150 conteneurs, et est fractionnable (on peut monter plusieurs sous-PSM) ; il a des moyens logistiques de même type que le PSM1, plus un réseau tactique de radiotéléphonie et un logiciel de gestion.

Les PSM sont stockés dans les hôpitaux sièges des samus et smurs.
Les premiers PSM2 ont été mis en place en 1985. En 2004, leur nombre était de 21, placés à : Besançon, Bordeaux, Blois, Brest, Corbeil, Créteil, Grenoble, Le Havre, Lille, Limoges, Lyon, Marseille, Montluçon, Montpellier, Nantes, Nice, Paris, Reims, Strasbourg, Toulouse et Versailles.

Organisation d'un poste médical avancé dans le cas d'un plan Orsec-Novi (nombreuses victimes, ancien plan rouge).

Le poste médical avancé, quant à lui forme le cœur du plan Novi, il est constitué de quatre zones :
- une zone d'accueil et de tri, sous la responsabilité d'un médecin trieur ; les victimes sont réceptionnées et triées en fonction de la gravité de leurs blessures ;
- deux zones de soins :
  - la zone UA (urgences absolues) : il s'agit d'une zone de réanimation préhospitalière regroupant les victimes très graves (EU : extrême urgence) et graves (U1)
  - la zone UR (urgences relatives) : il s'agit de la zone des blessés sérieux (U2) et légers (U3)
- la zone de dépôt mortuaire, qui accueille toutes les victimes décédées soit d'emblée, soit au PMA. La sécurité de cette zone est assurée par les autorités de police judiciaire.

En cas de catastrophe réellement massive, les dispositifs prévoient plusieurs PMA ; les évacuations ne se font pas directement vers les centres hospitaliers, mais passent par un centre médical d'évacuation (CME) qui sert de zone intermédiaire et évite la saturation des centres hospitaliers.
Dans le cadre d'un plan Novi, le PMA est sous la responsabilité d'un médecin désigné par le directeur des secours médicaux (DSM), et est assisté d'un officier sapeur-pompier désigné par le commandant des opérations de secours (COS). Ce dernier est chargé de gérer la partie identification des victimes et secrétariat.
Lors de certaines manifestations de grande envergure, un poste préventif médicalisé est mis en place par des associations de secourisme. Il ne s'agit pas d'un PMA puisque l'on n'est pas dans un plan Novi ; on parle alors de PAM : « poste associatif médicalisé ».

### Hôpitaux de campagne remarquables
- L'hôpital de campagne établi par le maquis du Vercors sous le porche de la grotte de la Luire fut anéanti par les forces allemandes en juillet 1944.
- dans le domaine civil, pour freiner le début de la pandémie de COVID-19 et délester les services d'urgence, la Chine a construit 16 hôpitaux de fortune Fangcang, qui ont fonctionné durant 35 jours avec 94 équipes médicales, qui ont guéri 12000 patients atteints du COVID-19 avec des symptômes légers ou modérés.